# Fyrkantig johannesört
Fyrkantig johannesört (Hypericum maculatum) är en art i familjen johannesörtsväxter.

## Utseende
Arten är en 40–70 centimeter hög, flerårig ört med gula blommor. På grund av fyra ribbor längs stjälken är denna nästan fyrkantig i genomskärning.

## Synonymer
Hypericum delphinense Vill.
Hypericum quadrangulum subsp. maculatum (Crantz) Rivas Goday & Borja

## Bygdemål
- Växten kallas Johannisgras i Dalarna.[1]